# Zwarte boon

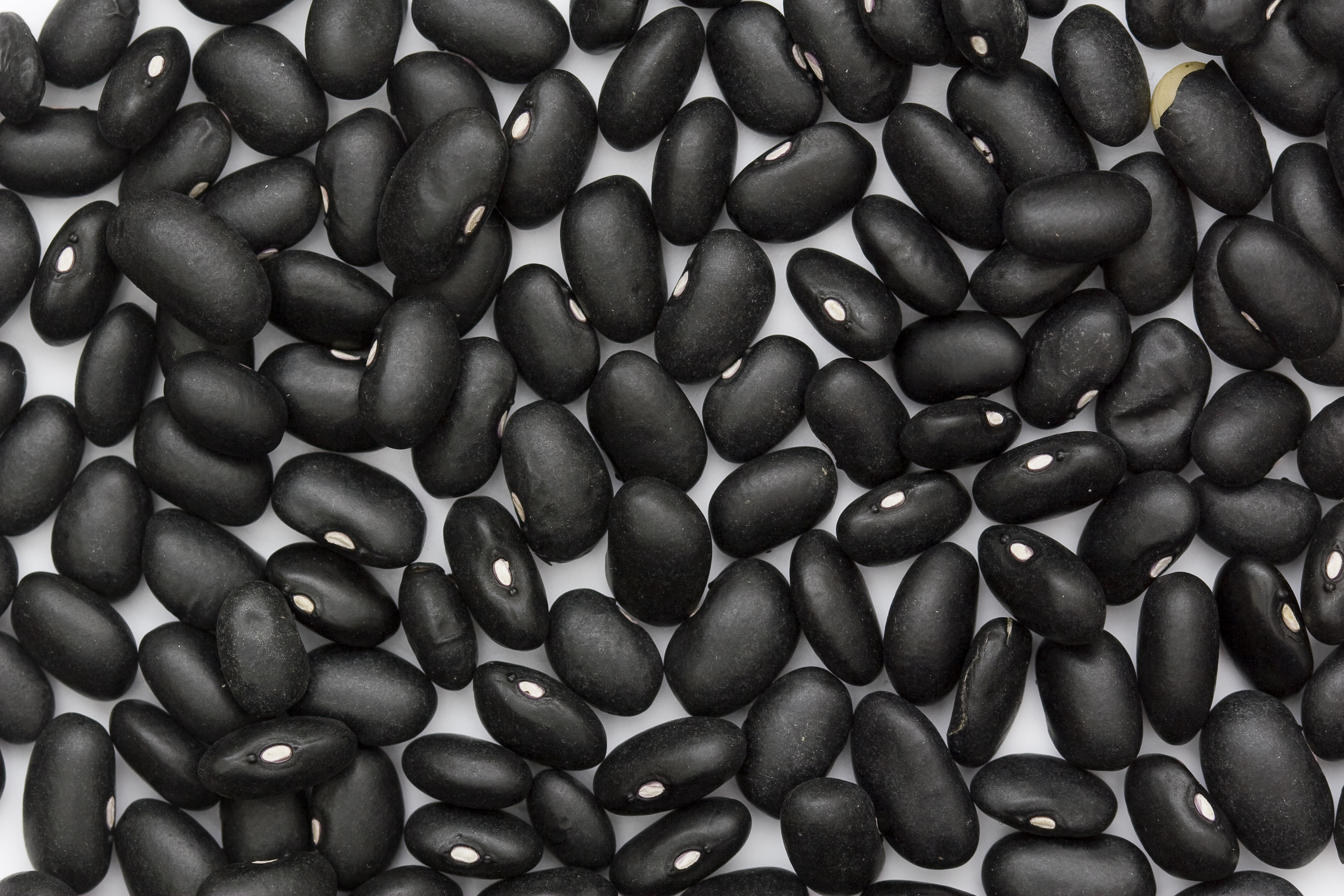
Close-up van een zwarte boon

De kleine, glimmende, zwarte schildpadboon (vertaald uit het Engels), is vooral populair in de Latijns-Amerikaanse keuken. Hij wordt vaak simpel de zwarte boon genoemd (frijol negro in het Spaans, feijão preto in het Portugees), al kan dit verwarring met andere typen zwarte bonen veroorzaken. Het is een stamboon die behoort tot de gewone boon (Phaseolus vulgaris). De boon kan gedroogd bewaard worden, maar wordt ook veel geconserveerd in blik of glas. Gedroogde zwarte bonen moeten voor het koken ongeveer 8 uur geweekt worden, waarna ze een uur gekookt moeten worden.
De zwarte boon heeft een dichte, vleesachtige textuur en een smaak die doet denken aan champignons, wat hem populair maakt in vegetarische gerechten. Het is een zeer populaire boon in verschillende delen van Brazilië en wordt gebruikt in het nationale gerecht, feijoada. Het is ook het belangrijkste ingrediënt van Platillo Moros y Cristianos in Cuba, mag niet ontbreken in het typisch Costa Ricaans en Nicaraguaans gerecht gallo pinto. Ook wordt hij vaak gegeten in bijna heel Latijns-Amerika en ook in veel Latijns-Amerikaanse enclaves in de Verenigde Staten. De zwarte boon wordt ook veel gebruikt om soep van te maken, die vaak met Cubaanse crackers wordt gegeten.
De huid van gedroogde zwarte bonen bevat anthocyaan. Volgens een onderzoek uit 2003 gaat het om een gehalte van 0−2,78 mg/g.